# Spider-Man Loves Mary Jane
Spider-Man Loves Mary Jane is een Amerikaanse stripserie van Marvel Comics. De stripserie richt zich geheel op de tiener Mary Jane, de geliefde van de superheld Spider-Man. De serie verscheen maandelijks van december 2005 tot juli 2007. In tegenstelling tot veel andere Spider-Man titels speelt deze serie zich buiten de standaard Marvel continuïteit (earth 616) af.
De serie wordt geschreven door Sean McKeever en werd oorspronkelijk getekend door Takeshi Miyazawa. Nu wordt het tekenwerk gedaan door David Hahn.
De serie werd voorafgegaan door twee miniseries van dezelfde makers: Mary Jane in 2004 en Mary Jane: Homecoming in 2005.

## Publicatiegeschiedenis
De oorspronkelijke vierdelige miniserie Mary Jane verscheen in 2004. De serie werd gepubliceerd onder het Marvel Age logo, een serie van strips gericht op een jong publiek. Marvel wilde een stripserie met een vrouw in de hoofdrol in de hoop meer vrouwelijke lezers aan te trekken. Er werd gekozen voor Mary Jane vanwege haar populariteit in de Spider-Man-filmserie (Spider-Man 2 kwam uit twee weken na Mary Jane nr. 1). Door slechte verkoopcijfers stopte deze serie al na vier delen.
Marvel besloot het nogmaals te proberen met een andere vierdelige miniserie getiteld Mary Jane: Homecoming, waarvan publicatie begon in maart 2005. Deze serie verkocht goed genoeg om er een vaste serie van te maken. Desondanks besloot Marvel toch om Mary Jane: Homecoming te stoppen en door te gaan met een serie getiteld Spider-Man Loves Mary Jane. Deze serie zou volgens Marvel wel een vaste serie worden en geen miniserie.
Beginnend met mei 2006 tekende gasttekenaar Valentine De Landro de zogenaamde "Dark MJ Saga" (waarvan de titel een referentie was naar de "Dark Phoenix Saga", een populaire verhaallijn van de X-Men), waarin Spider-Mans oorsprong vanuit Mary Jane’s perspectief werd herverteld.
Eind juli 2006 besloot Miyazawa vanaf nr. 15 op te houden om aan een carrière als mangaka te gaan werken Zijn opvolger is David Hahn. Schrijver McKeever zal de serie na nummer 20 verlaten, aangezien hij een contract heeft getekend bij DC Comics. Het is nog niet bekend wie hem zal gaan opvolgen, maar volgens tekenaar Hahn zal de serie wel worden voortgezet. Dit werd bevestigd door Marvel EIC Joe Quesada.

## Continuïteit
Spider-Man Loves Mary Jane (en de twee miniseries hiervoor) bevinden zich buiten de normale Marvel Continuïteit van Earth 616. De plot van de serie verschilt dan ook op sommige punten van Mary Jane’s geschiedenis uit de standaard Spider-Man strips. Zo woont Mary Jane in deze serie met haar ouders. In de originele serie woonde ze bij haar tante. Ook richt de serie zich meer op Mary Jane dan op Spider-Man, waardoor klassieke Spider-Man personags als Tante May, J. Jonah Jameson en enkele superschurken naar de achtergrond verdwijnen of zelfs geheel afwezig zijn uit deze serie.

## Personages

### Belangrijkste personages
- Mary Jane Watson: door haar vrienden "MJ" genoemd. Een van de populairste meisjes op de middelbare school, en blijkbaar altijd in een goede bui. Ze had ooit een oogje op Spider-Man, wat later werd gecompliceerd door haar gevoelens voor zijn alter-ego, Peter Parker.
- Liz Allen: een cheerleader en MJ's beste vriendin. Ze is erg bazig en egoïstisch, wat haar vriendschap met Flash en Mary Jane niet ten goede komt.
- Flash Thompson: een football speler en Liz’ vriend.
- Harry Osborn: vriend van Mary Jane, Liz en Flash. Ging korte tijd uit met Mary Jane. Zijn vader is Norman Osborn, een rijke industrielist. Harry gaat vaak door het leven als een rijke verwende jongen.
- Peter Parker: een goede vriend van Mary Jane Watson en Harry. Eenzaam en verlegen, hij is meer geïnteresseerd in zijn studie dan zijn sociale leven. Ondanks zijn reputatie als nerd hebben zowel Mary Jane als Gwen Stacy gevoelens voor hem.
- Spider-Man: een superheld wiens pad dat van Mary Jane al meer dan eens heeft gekruist. Hij kent haar naam en adres, daar hij in werkelijkheid Peter Parker is. Mary Jane weet hier niets van af (en lezers die de Spider-Man strips niet kennen ook niet daar de connectie tussen Spider-Man en Peter nooit wordt getoond in deze stripserie).

### Bijrollen
- Betty Brant: een oude vriendin van Ned Leeds, Mary-Janes vriend.
- Firestar: heeft een kleine cameo in deel 2 en 16, waarin zij en Spider-man samenwerken tot jalozie van Mary Jane.
- Gwen Stacy: Mary-Janes rivaal voor Peter Parkers aandacht.
- Jessica: Jessica was Mary-Janes oude vriendin, tot ze een Goth werd.
- Lindsay Leighton: de lokale "Drama Queen". Jaloers op Mary Jane omdat ze de hoofdrol kreeg in het toneelstuk Twelfth Night.
- Mr. Limke: Mr. Limke was een counsellor op Mary Janes school. Hij bleek later de superschurk 'The Looter'.
- Ned Leeds: Mary Janes eerste serieuze vriend. Hij brak met haar toen hij weer een relatie kreeg met zijn oude vriendin Betty Brant.
- Felicia Hardy: een uitwisselingsstudent die door haar gewelddadige verleden als “ongeluk” wordt gezien.

#### Spider-Man vijanden
- Electro
- Dr. Octopus
- Green Goblin
- Vulture
- Mirage
- The Beetle
- Morbius
- Shocker
- The Looter
- Rocket Racer
- Lightmaster
- Paste Pot Pete

## Herdrukken
De individuele stripboeken worden verzameld in paperbacks van digest-formaat als onderdeel van Marvel’s line van Digests. Beide miniseries en de vijf delen van Spider-Man Loves Mary Jane werden herdrukt in 1 Spider-Man Loves Mary Jane Hardcover versie (ISBN 978-0785126102), uitgebracht op 28 maart 2007 door Marvel Comics.
De originele miniserie is ook herdrukt op tijdschrift formaat dat alleen verkrijgbaar was bij Target winkels.

### Lijst van digest trade paperbacks
| Titel                                             | ISBN          | Publicatie datum          | Hergedrukte delen                |
| ------------------------------------------------- | ------------- | ------------------------- | -------------------------------- |
| Mary Jane Vol. 1: Circle Of Friends               | 0-7851-1467-X | 3 november, 2004          | Mary Jane 1–4                    |
| Mary Jane Vol. 2: Homecoming                      | 0-7851-1779-2 | 5 oktober, 2005           | Mary Jane: Homecoming 1–4        |
| Spider-Man Loves Mary Jane Vol. 1: Super Crush    | 0-7851-1954-X | 12 juli, 2006             | Spider-Man Loves Mary Jane 1–5   |
| Spider-Man Loves Mary Jane Vol. 2: The New Girl   | 0-7851-2265-6 | 10 januari, 2007          | Spider-Man Loves Mary Jane 6–10  |
| Spider-Man Loves Mary Jane Vol. 3: My Secret Life | 0-7851-2266-4 | gepland voor 16 mei, 2007 | Spider-Man Loves Mary Jane 11–15 |

### Lijst van hardcovers
- Mary Jane: The Real Thing (ISBN 1-59961-039-6) reprints Mary Jane 1
- Mary Jane: The Money Thing (ISBN 1-59961-038-8) reprints Mary Jane 2
- Mary Jane: The Loyalty Thing (ISBN 1-59961-037-X) reprints Mary Jane 3
- Mary Jane: The Trust Thing (ISBN 1-59961-040-X) reprints Mary Jane 4

## Trivia
- De omslag van Spider-Man Loves Mary Jane nr. 8 is een eerbetoon aan een filmposter van Almost Famous, maar heeft ook een sterke gelijkenis aan Untold Tales of Spider-Man nr. 16
- De omslag van Spider-Man Loves Mary Jane nr. 9 is een eerbetoon aan de filmposter van The Breakfast Club.